# Alberto Aguilera
Alberto Aguilera y Velasco (Valencia, 7 de agosto de 1842-Madrid, 25 de diciembre de 1913) fue un abogado periodista y político español, diputado, senador, ministro de la Gobernación durante la regencia de María Cristina de Habsburgo-Lorena y alcalde de Madrid en varias ocasiones entre 1901 y 1910.

## Biografía

### Primeros años
Hijo de Pablo Aguilera, juez natural de Almadén, Ciudad Real, y de María Soledad Velasco y Jiménez, natural de Albuñol (Granada), estudió en la Universidad de Madrid, licenciándose en Derecho e ingresando en la carrera judicial a los veintiocho años de edad. Ocupó los cargos de oficial de la Asesoría de Hacienda y abogado fiscal de la Audiencia de Zaragoza.

### Gobernador civil
Reinando Amadeo I y siendo presidente del Consejo de Ministros Manuel Ruiz Zorrilla fue sucesivamente gobernador civil de Ciudad Real, Oviedo (12-4-1871), Toledo (28-8-1871 a 15-10-1871), Murcia (20-6-1872), Sevilla (12-10-1872 a 19-2-1873 y de nuevo a partir del 26-7-1873). Posteriormente, durante la Regencia de María Cristina, con los gobiernos de Posada Herrera y Sagasta, también lo fue de Madrid en varias ocasiones: 20-10-1883 a 9-1-1884; 6-7-1888 a 8-7-1890; 13-12-1892 y 6-10-1897, manejando con tacto y destreza difíciles situaciones previas y posteriores al desastre del 98.

### Diputado y senador

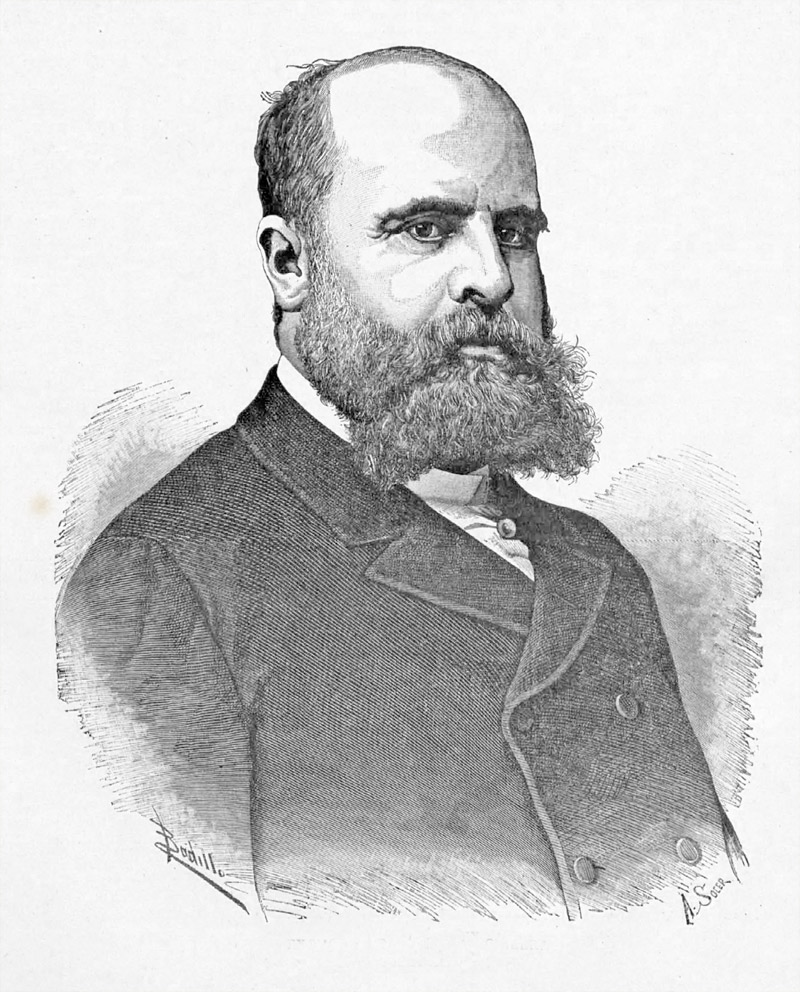
Retrato de Alberto Aguilera

Miembro del Partido Liberal fue elegido diputado a Cortes por el distrito granadino de Albuñol en las sucesivas elecciones celebradas entre 1886 y 1903, aunque renunciaría a esta última acta de diputado para pasar al Senado al ser nombrado senador vitalicio el 23 de diciembre de 1903.

### Subsecretario y ministro
Fue subsecretario del Ministerio de la Gobernación desde el 17 de octubre de 1883, con Segismundo Moret, del Ministerio de Hacienda desde el 8 de agosto de 1886, con Joaquín López Puigcerver.
Ocupó el cargo de ministro de la Gobernación entre el 12 de marzo y el 4 de noviembre de 1894 en un gobierno presidido por Sagasta.

### Alcaldía de Madrid
Fue alcalde de Madrid entre el 7 de marzo de 1901 y el 10 de diciembre de 1902, entre el 15 de junio de 1906 y el 28 de enero de 1907 y entre el 23 de octubre de 1909 y el 10 de febrero de 1910.
- 1902. Al poco de tomar posesión de la alcaldía y con el objeto de embellecer la villa de Madrid y tomando como excusa la subida al trono de Alfonso XIII, se llevó a cabo la inauguración el 5 de junio de 1902, de diferentes monumentos dedicados a personajes históricos: al Héroe de Cascorro —obra de Aniceto Marinas—, Juan Bravo Murillo —obra de Miguel Ángel Trilles—, Lope de Vega —obra de Mateo Inurria-; Agustín Argüelles —de José Alcoverro—, Francisco de Goya —de Mariano Benlliure— y Quevedo —de Agustín Querol—.
- 1902. Inauguración del Hospital de San Pedro de los Naturales;
- 1904. Aprobación del Proyecto de Gran Vía presentado por los arquitectos municipales José López Sallaberry y Francisco Andrés Octavio;
- 1906. Impulso para la creación del Parque del Oeste;
- 1908. Comienzo de la construcción del Hospital de Maudes.

### Fallecimiento
Murió en su casa de la calle de la Magdalena, en Madrid, el 25 de diciembre de 1913. Fue enterrado en el cementerio de la Almudena de Madrid.

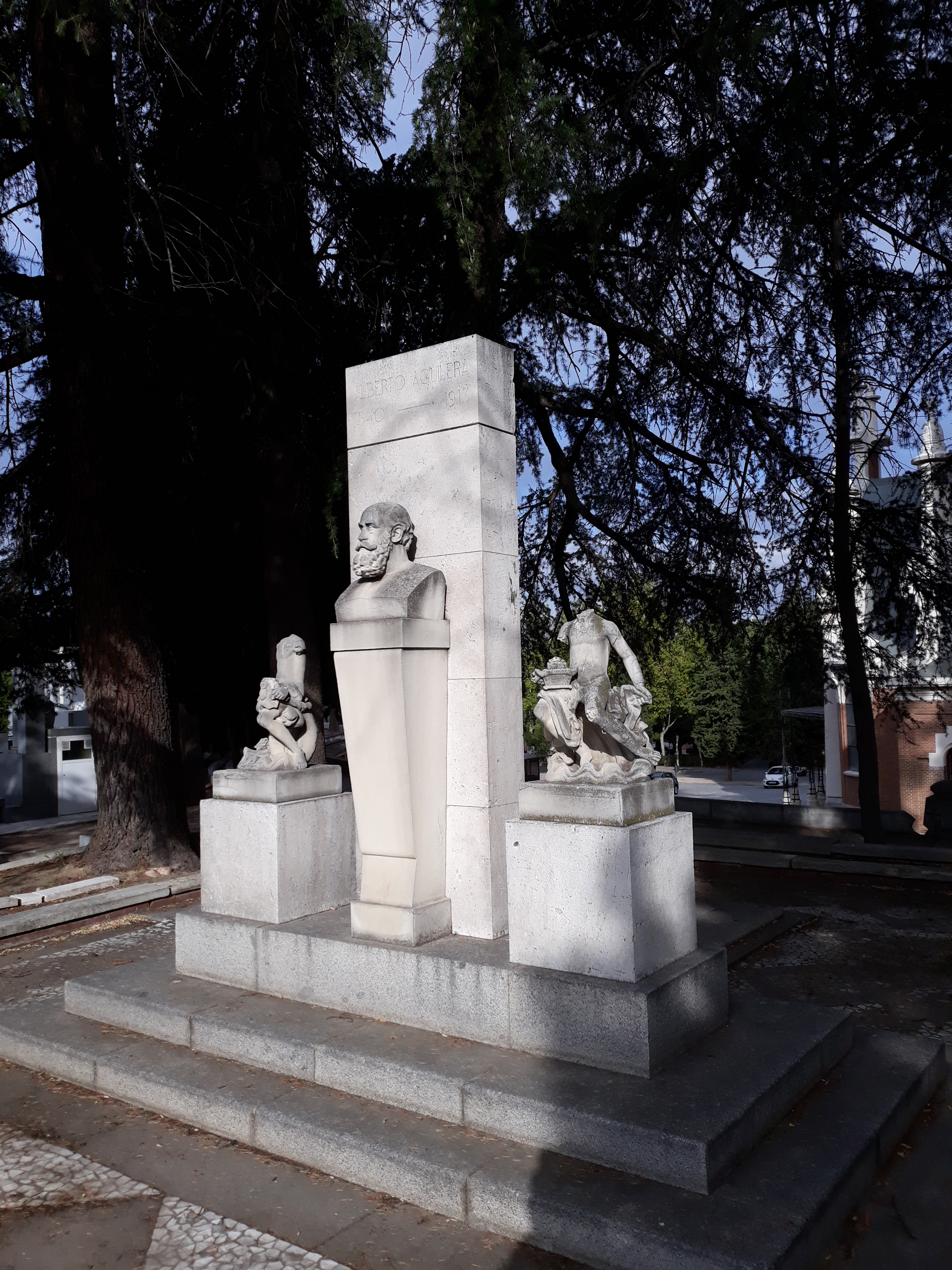
Tumba de Alberto Aguilera en el Cementerio de la Almudena.

## Otros cargos
- Director general de Establecimientos penales (10-12-1885).
- Vicepresidente de la Real Academia de Jurisprudencia.
- Miembro del Consejo penitenciario.
- Presidente del Círculo de Bellas Artes.
- Presidente del Centro Instructivo del obrero de Madrid.

## Distinciones
- Caballero gran cruz de la Orden de Carlos III.[10]
- Hijo adoptivo de Albuñol.[11]
- Una avenida de Madrid lleva su nombre desde 1903.[12]